# هنري ويد
هنري ويد (بالإنجليزية: Henry Wade)‏ هو محامي ومحامي أمريكي، ولد في 11 نوفمبر 1914 في مقاطعة روكوول في الولايات المتحدة، وتوفي في 1 مارس 2001 في دالاس في الولايات المتحدة.